# سرخس گیسوی شمالی
سرخس گیسوی شمالی (نام علمی: Adiantum pedatum) نام یک گونه از سرده پرسیاوش است.